# Fanas
Fanas est une localité et une ancienne commune suisse du canton des Grisons, située dans la région de Prättigau/Davos.
Le 1er janvier 2011, l'ancienne commune a été intégrée à celle de Grüsch.

Photo aérienne prise à 400 m par Walter Mittelholzer (1923)